# Tom Ammiano
Tom Ammiano(15 de diciembre de 1941) es un político estadounidense y activista por los derechos LGBT de San Francisco (California). Ammiano es demócrata y miembro de la Asamblea Estatal de California, representando al distrito 13.

## Primeros años
Ammiano nació y creció en Montclair (Nueva Jersey). Asistió a la Universidad Seton Hall en 1963 y recibió una Licenciatura en Comunicación. También asistió al San Francisco State University en 1965 en donde recibió una Maestría en Educación Especial. Enseñó inglés a los niños en Vietnam del Sur como parte de un programa Quaker, pero pronto lo dejó después de la Ofensiva del Tet en 1968.

## Iniciativa Briggs
Ammiano fue maestro de escuela pública. En 1975, se convirtió en el primer maestro en San Francisco en dar a conocer su orientación sexual. En 1977, Ammiano, junto con los activistas Hank Wilson y Harvey Milk fundaron el movimiento (No al 6) contra la Iniciativa Briggs, iniciada por John Briggs para prohibir a todas las personas gay la enseñanza en California. 

## Junta de Educación de San Francisco
En 1980 y 1988, Ammiano compitió por la Junta de Educación de San Francisco, y fue elegido en 1990. Subsecuentemente fue elegido vicepresidente en 1991, y luego presidente en 1992.
Como presidente de la Junta de Educación, Ammiano fue exitoso en sus esfuerzos por incluir un plan de estudios sobre sensibilidad de gais y lesbianas para todos los estudiantes en el Distrito Escolar Unificado de San Francisco. Ayudó a realizar el plan de estudios sobre educación sexual en las escuelas públicas de San Francisco, que enseña diversidad y sensibilidad en jardín de niños, uno de los más diversos e inclusivos de los Estados Unidos.

## Junta de Supervisores de San Francisco
Entre sus logros en la Junta de Supervisores está la creación del San Francisco Health Care Security Ordinance, el cual fue aceptado por voto unánime en la Junta de Supervisores y firmado por el alcalde Gavin Newsom el 7 de agosto de 2006. Esto convierte a San Francisco en la primera ciudad en la nación en proveer acceso a la salud universal. Ammiano también es el principal arquitecto en la Orden de Parejas Domésticas de la ciudad, el cual provee beneficios iguales a los empleados y a sus parejas. También requiere a las compañías que hacen negocios con la Ciudad y el Condado de San Francisco en proveer los mismos beneficios.
En 1999, Ammiano entró en conflicto con algunos en la comunidad católica de San Francisco cuando la Junta de Supervisores, bajo la petición de Ammiano, otorgó a las Hermanas de la Perpetua Indulgencia, un grupo caritativo de monjas drag queen, un permiso para cerrar calles en el Castro por su 20 aniversario el Domingo de Pascua.

## Campaña por la Alcaldía de 1999
En la carrera por la alcaldía de San Francisco de 1999, Ammiano montó una exitosa campaña escrita en las elecciones de noviembre, evitando al titular Willie Brown lograr una victoria sin una segunda vuelta. Mientras Ammiano perdió esa segunda elección en diciembre, su campaña galvanizó a los votantes progresivos en San Francisco y tuvo un mayor impacto en la composición de una nueva y más liberal Junta de Supervisores el próximo año. Hay un documental acerca de las elecciones de 1999 titulada See How They Run. Ammiano compitió otra vez para alcalde en 2003, pero no ganó votos suficientes para hacer una segunda vuelta después de que el Supervisor Matt Gonzalez entrara a la competencia, dividiendo el voto progresivo.

## Asamblea Estatal de California
Ammiano introdujo el Acta por la Educación, Regulación y Control de la Marihuana a la Asamblea Estatal de California en febrero de 2009, pidiendo la legalización de la cannabis en todo el estado. La propuesta regularía la marihuana como el alcohol, y se les permitiría a las personas mayores de 21 años cosechar, comprar, vender y poseer cannabis. Con el déficit presupuestario del estado, el proyecto de ley ha sido discutida a la luz de los ingresos generados, así como los ahorros de la despenalización y enjuiciamiento de crímenes por posesión de marihuana. La medida aprobó el Comité de la Asamblea de Seguridad Pública por votos de 3-4 el 12 de enero de 2010.

## Nota acróstica de Schwarzenegger
En octubre de 2009, el gobernador de California Arnold Schwarzenegger apareció en la recaudación de fondos del Partido Demócrata de los Estados Unidos en el Hotel Fairmont de San Francisco. Aunque el gobernador era un miembro prominente del Partido Republicano de los Estados Unidos, fue invitado por los organizadores. Muchos en la sala pensaron que la presencia del gobernador era, como Ammiano lo describió, un "truco publicitario barato". Cuando el antiguo alcalde de San Francisco Willie Brown presentó a Schwarzenegger, Ammiano gritó "¡Mientes!" en una imitación de las declaraciones del diputado Joe Wilson durante la junta congresional del Presidente Barack Obama un mes antes. Ammiano se retiró declarando que Schwarzenneger podía "besar mi trasero gay".
Cuatro días después de la recaudación de fondos, Schwarzenegger vetó el Proyecto de Ley 1176 creado por Ammiano que había despejado el Senado del Estado 40-0 y la Asamblea por 78-0. Schwarzenneger mandó una nota a Ammiano explicando el veto. La carta, en forma de acróstico, contenía el mensaje críptico "I Fuck You"(Te jodo), deletreado usando la primera letra de cada línea a lo largo del margen izquierdo. La nota fue ampliamente publicada y fue vista como ofensiva y vengativa. Algunos medios también notaron de que las posibilidades de escribir "I Fuck You" en la nota fuera una coincidencia eran muy poco probables. Usando combinaciones para también tomar en cuenta las "bien colocadas líneas en blanco entre la I y el FUCK y el FUCK y el YOU", un matemático estimó de que las posibilidades de que esto pasara sin querer eran casi de una en dos mil millones. Sin embargo, otro estadista sugirió que las posibilidades podrían ser mucho más altas, dependiendo de cuál modelo nulo se estuviera usando. Anecdóticamente, este otro estadista también propuso específicamente ejemplos realísticos de los posibles cambios de redacción por los que el acróstico pudiera llevar a improperios distintos pero igual de sorprendentes.

## Vida personal
Ammiano tuvo una relación de 16 años con su compañero maestro, Tim Curbo, quien murió por complicaciones de SIDA en 1994. Tiene una hija y es abuelo. Además de sus carreras políticas y educativas, Ammiano ha sido comediante desde 1980. Se interpretó a sí mismo en la película del 2008 Mi nombre es Harvey Milk.